# Riu Gumal
El riu Gumal és un corrent fluvial de les Àrees Tribals d'Administració Federal, que neix prop de Sarwandi al Koh Nak a Afganistan, corrent al sud-est entrant a territori pakistanès a Domandi, on se li uneix el Kundar. Llavors corre cap a l'est fins a Murtaza al districte de Dera Ismail Khan. Entre Domandi i Murtaza rep pel nord al Wana Toi a Toi Khula, i pel sud al Zhob a Khajuri Kach. El canal del Gumal passa cap a l'Indus al sud de Dera Ismail Khan, però tota l'aigua s'utilitza per al reg i a l'Indus no n'arriba gens.